# Greatest Hits 1970–1978
Greatest Hits 1970–1978 es un álbum recopilatorio de la banda inglesa Black Sabbath, lanzado en el año 2006. Contiene material desde el álbum Black Sabbath de 1970 hasta Never Say Die! de 1978.

## Canciones
| N.º | Título                   | Álbum                        | Duración |  |
| 1.  | «Black Sabbath»          | Black Sabbath, 1970          | 6:16     |  |
| 2.  | «N.I.B.»                 | Black Sabbath                | 5:22     |  |
| 3.  | «The Wizard»             | Black Sabbath                | 4:20     |  |
| 4.  | «War Pigs»               | Paranoid, 1970               | 7:54     |  |
| 5.  | «Paranoid»               | Paranoid                     | 2:48     |  |
| 6.  | «Iron Man» (Radio edit)  | Paranoid                     | 3:29     |  |
| 7.  | «Sweet Leaf»             | Master of Reality, 1971      | 5:03     |  |
| 8.  | «Children of the Grave»  | Master of Reality            | 5:15     |  |
| 9.  | «Changes»                | Black Sabbath, Vol. 4, 1972  | 4:43     |  |
| 10. | «Snowblind»              | Black Sabbath, Vol. 4        | 5:27     |  |
| 11. | «Supernaut»              | Black Sabbath, Vol. 4        | 4:41     |  |
| 12. | «Sabbath Bloody Sabbath» | Sabbath Bloody Sabbath, 1974 | 5:42     |  |
| 13. | «Hole in the Sky»        | Sabotage, 1975               | 4:01     |  |
| 14. | «Rock 'n' Roll Doctor»   | Technical Ecstasy, 1976      | 3:26     |  |
| 15. | «Never Say Die»          | Never Say Die!, 1978         | 3:48     |  |
| 16. | «Dirty Women»            | Technical Ecstasy            | 7:13     |  |

## Personal
Black Sabbath
- Ozzy Osbourne - voz
- Tony Iommi - guitarra
- Geezer Butler - bajo
- Bill Ward - batería